# Ezza Agha-Malak
 (juin 2018).
Si vous disposez d'ouvrages ou d'articles de référence ou si vous connaissez des sites web de qualité traitant du thème abordé ici, merci de compléter l'article en donnant les références utiles à sa vérifiabilité et en les liant à la section « Notes et références ».
Ezza Agha-Malak, née le 14 juillet 1942 à Tripoli (au nord du Liban), est une poète, romancière, essayiste, critique littéraire et universitaire française d'origine libanaise. Ayant été professeure de linguistique et de stylistique françaises à l'université libanaise et à l'université Saint-Joseph, elle a également occupé le poste de directrice de thèses et de mémoires. Elle a écrit plus d'une vingtaine d'ouvrages, ainsi que de nombreux articles de nature linguistique, sociocritique, psychocritique, littéraire, etc. publiés dans des revues spécialisées.

## Parcours biographique
En 1975 début de la Guerre civile libanaise, jeune veuve, elle quitte sa ville natale (après une maîtrise ès lettres modernes à l'École supérieure des lettres de Beyrouth), et s'installe avec ses deux filles en France où elle entreprend des études universitaires pour décrocher deux doctorats, ès lettres et en linguistique et sémiologie, de l'Université Lyon II.

## Distinctions et affiliations
- Membre de la Société des gens de lettres (SGDL), Paris
- Membre de la Société des auteurs de Bourgogne (SAB), Dijon
- Membre du Centre international de la poésie de Marseille (CIPM)
- Médaille de Mérite de l'Éducation parlementaire libanaise, 2001
- Chevalier de l'ordre des Arts et des Lettres (2002)
- Officier de l'ordre des Arts et des Lettres (juillet 2011)
- 5 trophées reçus successivement : du Lion's Club de Tripoli, ainsi que de différents lycées et Facultés pour l'ensemble de son œuvre
- Prix des Belles Lettres, Association des membres de l'Ordre des Palmes Académiques(AMOPA) 2022

## Liste des œuvres

### Romans et nouvelle
- Ezza Agha-Malak, Survivances. D'une Beyrouth assassinée à une France contaminée (roman), Ed. l'Harmattan, 2021.
- Ezza Agha-Malak, Le Cri. Chaos et Injures, Le Scrib L'Harmattan, 2019.
- Ezza Agha-Malak, Tant qu'il y aura des plaies ouvertes (roman), Cosmopolite L'Harmattan, 2018.
- Ezza Agha-Malak, Le Rêve massaliote, Comité du Vieux Marseille, coll. « 25 Histoires de Marseille », 2016.
- Ezza Agha-Malak, La Paix, l'amour et rien d'autre (roman), Paris, L'Harmattan, 2016.
- Ezza Agha-Malak, Le Rêve massaliote, Comité du Vieux Marseille, coll. « 25 Histoires de Marseille », 2016.
- Ezza Agha-Malak, Tripoli, cimetière des Anglais. HMS Victoria 1893 (roman), Paris, l'Harmattan, 2015.
- Ezza Agha-Malak (trad. Cynthia Hahn), L'Homme de tous les silences (roman), Paris, l'Harmattan, 2014.
- Ezza Agha-Malak, Balafres ou le Silence de la Méditerranée (roman)), l'Harmattan, 2013.
- Qu'as-tu fait de tes mômes, Papa ?  (trad. Cynthia Hahn) (roman), Paris, AlfAbarre, 2010.
- Mariée à Paris... Répudiée à Beyrouth (roman), Paris, L'Harmattan, 2009.
- Bagdad : des morts qui sonnent plus fort que d'autres  (trad. Cynthia Hahn) (roman), Paris, Éditions des Écrivains, 2006.
- Anosmia ou Nostalgie d’un sens interdit  (trad. Cynthia Hahn, préf. Gilles Sicard) (roman), Paris, Éditions des Écrivains, 2005.
- Récits Roses (recueil de deux nouvelles), Paris, Éditions des Écrivains, 2002.
- La Femme de mon mari (roman), Paris, Éditions des Écrivains, 2001.
- Les Portes de la Nuit (roman), Paris, Éditions des Écrivains, 1999.
- La Dernière des Croisés (roman), Beyrouth, Maison Internationale du Livre, 1997.
- La Mallette (roman), Beyrouth, Éditions Jarrous, 1996.
- Balafres (roman), 1994.
- Récits bleus (recueil de trois nouvelles), Paris, Éditions Al-Moutanabbi, 1992.
- Sans rendez-vous préalable (nouvelle), Beyrouth, Presses de Beyrouth, 1960.
- Le drame n’arrivera pas deux fois (nouvelle), Beyrouth, Presses de Beyrouth, 1957.

### Poésies
*J'irai vociférer contre vos alibis, Témoignage poétique, L'Harmattan, décembre 2022.
*Attends-moi, l'aube se lève: Tribune libre pour un pays euthanasié, Témoignage poétique, L'Harmattan, décembre. 2022.
- Mes Villes Mes Amours Mes Solitudes, Beyrouth, Éditions Dergham, 2011.
- À quatre mains et à deux cœurs, Paris, Éditions des Écrivains, 2008.
- Petits poèmes pour un Grand Homme, Beyrouth, Éditions du Roy, 2005.
- Poésie tripolitaine francophone, Tripoli, Éditions du Roy, 2004.
- La mise à nu, Paris, Éditions des Écrivains, 2003.
- Modes inconditionnels des aubes mensongères, Paris, Éditions des Écrivains, 2000.
- Quand les larmes seront pleurées..., Beyrouth, Technopress, 1992.
- Entre deux battements de temps, Beyrouth, Technopress, 1992.
- Migration, Beyrouth, Éditions Jarrous, 1985.

## Travaux universitaires sur l’œuvre d'Ezza Agha Malak: Ouvrages collectifs
*Ecrits de femme, Plongée dans l'oeuvre littéraire de Ezza Agha Malak, ouvrage collectif, sous la direction de Jean-Luc Pingrenon, L'Harmattan, Espaces littéraires, 2022.
- Regards sur l'œuvre narrative et poétique de Ezza Agha Malak  (préf. Bernard Baritaud), Paris, Éditions des Écrivains, 1999.
- Ezza Agha Malak, Regards croisés sur son œuvre narrative et poétique  (préf. Denis Labouret, coordonnateur Gilles Sicard), Paris, L’Harmattan, 2005.
- Ezza Agha Malak. À la croisée des regards  (préf. Romain Vignest, coordonnateur Cynthia Hahn), L’Harmattan, 2010.
- Le pays et l’ailleurs. Voyage et narration dans l’œuvre de Ezza Agha Malak, Sorbonne Paris IV, L’Harmattan, 2011Acte de colloque organisé par le CRLV
- L’Écrivain moyen-oriental face à ses mythes. Perspectives critiques sur l’œuvre de Ezza Malak, Paris, L’Harmattan, 2013.
- Ecriture romanesque et formes littéraires dans l’œuvre de Ezza Agha Malak, Paris, L’Harmattan, 2017.